# Гуляев, Вадим Владимирович
Вадим Владимирович Гуляев (5 февраля 1941, Москва — 12 декабря 1998, Москва) — советский ватерполист, играл на позиции вратаря. Олимпийский чемпион 1972 года, серебряный призёр олимпийских игр 1968 года, заслуженный мастер спорта СССР (1970), Двукратный чемпион Европы 1966 и 1970 годов. Шестикратный чемпион СССР 1964—1967 и 1970—1971 годов. На клубном уровне выступал за ЦСК ВМФ.
Умер в 1998 году. Похоронен на Красногорском кладбище.